# Regierung Poul Nyrup Rasmussen III
Das Kabinett Poul Nyrup Rasmussen III war vom 30. Dezember 1996 bis zum 23. März 1998 im Amt. Der dänische Ministerpräsident Poul Nyrup Rasmussen bildete eine Regierung aus Sozialdemokraten und Sozialliberalen, nachdem die Zentrumsdemokraten die Koalition verlassen hatten. 
| Ressort                    | Name                  | Amtswechsel          | Partei               |
| -------------------------- | --------------------- | -------------------- | -------------------- |
| Ministerpräsident          | Poul Nyrup Rasmussen  |                      | Socialdemokraterne   |
| Äußeres                    | Niels Helveg Petersen |                      | Det Radikale Venstre |
| Finanzen                   | Mogens Lykketoft      |                      | Socialdemokraterne   |
| Inneres                    | Birthe Weiss          | bis 20. Oktober 1997 | Socialdemokraterne   |
| Inneres                    | Thorkild Simonsen     | ab 20. Oktober 1997  | Socialdemokraterne   |
| Justiz                     | Frank Jensen          |                      | Socialdemokraterne   |
| Wirtschaft                 | Marianne Jelved       |                      | Det Radikale Venstre |
| Nordische Zusammenarbeit   | Marianne Jelved       |                      | Det Radikale Venstre |
| Umwelt und Energie         | Svend Auken           |                      | Socialdemokraterne   |
| Forschung                  | Jytte Hilden          |                      | Socialdemokraterne   |
| Bildung                    | Ole Vig Jensen        |                      | Det Radikale Venstre |
| kirchliche Angelegenheiten | Ole Vig Jensen        |                      | Det Radikale Venstre |
| Verteidigung               | Hans Hækkerup         |                      | Socialdemokraterne   |
| Ernährung                  | Henrik Dam Kristensen |                      | Socialdemokraterne   |
| Soziales                   | Karen Jespersen       |                      | Socialdemokraterne   |
| Handel und Industrie       | Jan Trøjborg          |                      | Socialdemokraterne   |
| Kultur                     | Ebbe Lundgaard        |                      | Det Radikale Venstre |
| Arbeit                     | Jytte Andersen        |                      | Socialdemokraterne   |
| Verkehr                    | Bjørn Westh           |                      | Socialdemokraterne   |
| Bau- und Wohnungswesen     | Ole Løvig Simonsen    |                      | Socialdemokraterne   |
| Steuern                    | Carsten Koch          |                      | Socialdemokraterne   |
| Gesundheit                 | Birthe Weiss          |                      | Socialdemokraterne   |
| Entwicklungszusammenarbeit | Poul Nielson          |                      | Socialdemokraterne   |